# アルヴィダス・ノヴィコヴァス
アルヴィダス・ノヴィコヴァス（リトアニア語: Arvydas Novikovas, 1990年12月18日 - ）は、リトアニアのプロサッカー選手。リトアニア代表。FKジャルギリス所属。ポジションはフォワード。

## 経歴

### クラブ

#### リトアニア
生まれ故郷であるヴィリニュスで、サッカー選手としてのキャリアをスタートさせた。FCヴィリニュスのリザーヴチームでプレイした後、姉妹クラブであるヴィサギナスに期限つき移籍した。その頃にベンフィカのトライアルに参加しインパクトを残したが、契約には至らなかった。

#### ハート・オブ・ミドロシアン
2008年9月、ハート・オブ・ミドロシアンと契約を交わした。スコティッシュ・プレミアリーグ2008-09シーズン最終節、セルティック戦で51分から途中出場し、スコットランドでの公式戦デビュー。試合はスコアレスドローであった。
2009-10シーズン、ベンチスタートが多かったものの、ほとんどの試合をトップチームのメンバーとして戦うことができた。シーズン終了後、クラブと新たに3年契約を交わし、2013シーズンまでエディンバラに残ることとなった。
まだ若かった頃、大怪我で離脱を余儀なくされ、復帰後はリザーヴチームや系列クラブであるタインキャッスルで数試合プレイした。そこで相手選手の危険なタックルで再び負傷し、ハーツのトップチームへの復帰がさらに贈れた。結局、2010-11シーズンはトップチームではほとんどプレイできなかった。しかし、タインキャッスルの一員として戦ったアバディーン戦ではリーグ戦初ゴールを記録し、5-0の勝利に貢献した。そのシーズンの残りの期間、スコティッシュ・プレミアのライバルであるセント・ジョンストンに期限つきで移籍した。

##### セント・ジョンストン
2011年冬の移籍市場の最終日、シーズン終了までの期限つきでセント・ジョンストンに移籍。2月1日のハミルトン戦で初出場し、2-0で勝利した。パースでは、計6試合に出場した。
ハーツに復帰した2011-12シーズン、8月13日のアバディーン戦では、ジョン・サットンとともに前線で先発出場し、ハーツでの2ゴール目を挙げるなど、3-0で勝利した。その翌週、UEFAヨーロッパリーグ予選ラウンドのトッテナム・ホットスパー戦の2ndレグに出場し、ヨーロッパの主要国際大会デビューを果たした。試合はスコアレスドローであったが、1stレグで0-5と大敗していたハーツはここで敗退した。加入以降、トップチームとリザーヴチームを行き来する状況が続いていた。ダンディー・ユナイテッドと2-2で引き分けた試合では、途中出場からハーツでの3ゴール目となる得点を挙げている。この試合での同点ゴールが、これまでで最高のゴールだと試合後に語っている。
2012-13シーズン、チームメイトが多く退団したこともあり、トップチームでの出場機会が増え始めていた。2012年8月18日、インヴァネス・カレドニアン・シッスル戦でハーツでの4ゴール目を記録。ヨーロッパリーグ予選のリヴァプール戦に1st、2ndレグともに出場したが、リーグ自体の力の差が大きく、相手が格上であった。それでも、エディンバラのクラブは2ndレグでは1-1の引き分けという健闘を見せた。2013年3月、スコティッシュリーグカップ決勝のセント・ミレン戦でベンチ入りし、64分からジェイミー・ウォーカーに代わって途中出場したが、ハーツは2-3で敗れた。
2013年5月31日、自身のキャリアを追い求めるため、ハーツを退団したことがクラブの公式サイトで発表された。地元紙は、ノヴィコヴァスの新たな所属クラブが決まれば、ハーツは100,000ポンドの違約金を受け取ることになると報じた。

#### エルツゲビルゲ・アウエ
6月22日、ドイツのエルツゲビルゲ・アウエと3年契約を交わした。ブラウンシュヴァイクに移籍したヤン・ホッフシャイトの後釜とみられている。2. ブンデスリーガデビュー戦で2枚のイエローカードを受け、退場処分となった。アウエ加入後4試合目、エネルギー・コットブス戦で2-1での勝利に貢献した。

#### ボーフム
2015年7月24日、ボーフムはエルツゲビルゲ・アウエからノヴィコヴァスをフリーで獲得、2年契約を交わしたと発表した。ボーフムでの2シーズン、20試合に出場し、1アシストの記録であった。2017年1月12日、ポーランドのヤギエロニア・ビャウィストクに移籍した。

#### ヤギエロニア・ビャウィストク
ヤギエロニア・ビャウィストクにフリーで加入し、2019年12月31日の契約を交わした。背番号9を与えられ、すぐにスターティングメンバーに名を連ねた。2シーズンで、連続してリーグ2位という結果に貢献した。この2シーズンで58試合に出場し、16ゴール12アシストを記録。2018-19シーズンも好調なスタートを見せた。

### 代表
16歳にして飛び級でU-21代表に召集され、活躍していた。
2009年5月、FIFAワールドカップ・ヨーロッパ予選のルーマニア戦のメンバーとして、A代表に召集された。9月9日、U-21代表としてU-21欧州選手権予選の北マケドニアと戦い、同点に追いつくゴールを挙げた。
2010年5月25日、ハルキウで行われたウクライナ戦でA代表初出場。

## 個人成績

### クラブ
| 国内大会個人成績 | 国内大会個人成績             | 国内大会個人成績 | 国内大会個人成績 | 国内大会個人成績 | 国内大会個人成績 | 国内大会個人成績 | 国内大会個人成績 | 国内大会個人成績 | 国内大会個人成績 | 国内大会個人成績 | 国内大会個人成績 |
| 年度             | クラブ                       | 背番号           | リーグ           | リーグ戦         | リーグ戦         | リーグ杯         | リーグ杯         | オープン杯       | オープン杯       | 期間通算         | 期間通算         |
| 年度             | クラブ                       | 背番号           | リーグ           | 出場             | 得点             | 出場             | 得点             | 出場             | 得点             | 出場             | 得点             |
| リトアニア       | リトアニア                   | リトアニア       | リトアニア       | リーグ戦         | リーグ戦         | リーグ杯         | リーグ杯         | オープン杯       | オープン杯       | 期間通算         | 期間通算         |
| ---------------- | ---------------------------- | ---------------- | ---------------- | ---------------- | ---------------- | ---------------- | ---------------- | ---------------- | ---------------- | ---------------- | ---------------- |
| 2007             | ヴィサギナス                 |                  | Aリーガ          | 12               | 0                | -                | -                |                  |                  | 12               | 0                |
| 2008             | FCヴィリニュス               |                  | Iリーガ          | 18               | 0                | -                | -                |                  |                  | 18               | 0                |
| スコットランド   | スコットランド               | スコットランド   | スコットランド   | リーグ戦         | リーグ戦         | S・リーグ杯      | S・リーグ杯      | スコティッシュ杯 | スコティッシュ杯 | 期間通算         | 期間通算         |
| 2008-09          | ハート・オブ・ミドロシアン   | 78               | S・プレミア      | 1                | 0                | 0                | 0                | 0                | 0                | 1                | 0                |
| 2009-10          | ハート・オブ・ミドロシアン   | 18               | S・プレミア      | 13               | 0                | 0                | 0                | 0                | 0                | 13               | 0                |
| 2010-11          | ハート・オブ・ミドロシアン   | 18               | S・プレミア      | 6                | 1                | 1                | 1                | 1                | 0                | 8                | 2                |
| 2010-11          | セント・ジョンストン         | 8                | S・プレミア      | 6                | 0                | -                | -                | -                | -                | 6                | 0                |
| 2011-12          | ハート・オブ・ミドロシアン   | 18               | S・プレミア      | 14               | 2                | 2                | 0                | 0                | 0                | 16               | 2                |
| 2012-13          | ハート・オブ・ミドロシアン   | 18               | S・プレミア      | 26               | 2                | 4                | 0                | 1                | 0                | 31               | 2                |
| ドイツ           | ドイツ                       | ドイツ           | ドイツ           | リーグ戦         | リーグ戦         | リーグ杯         | リーグ杯         | DFBポカール      | DFBポカール      | 期間通算         | 期間通算         |
| 2013-14          | エルツゲビルゲ・アウエ       | 11               | ブンデス2部      | 20               | 3                | -                | -                | 1                | 0                | 21               | 3                |
| 2014-15          | エルツゲビルゲ・アウエ       | 11               | ブンデス2部      | 21               | 2                | -                | -                | 2                | 0                | 23               | 2                |
| 2015-16          | ボーフム                     | 11               | ブンデス2部      | 15               | 0                | -                | -                | 1                | 0                | 15               | 0                |
| 2016-17          | ボーフム                     | 11               | ブンデス2部      | 5                | 0                | -                | -                | 0                | 0                | 5                | 0                |
| ポーランド       | ポーランド                   | ポーランド       | ポーランド       | リーグ戦         | リーグ戦         | リーグ杯         | リーグ杯         | オープン杯       | オープン杯       | 期間通算         | 期間通算         |
| 2016-17          | ヤギエロニア・ビャウィストク | 9                | エクストラクラサ | 15               | 3                | -                | -                | 0                | 0                | 15               | 3                |
| 2017-18          | ヤギエロニア・ビャウィストク | 9                | エクストラクラサ | 34               | 9                | -                | -                | 1                | 1                | 35               | 10               |
| 2018-19          | ヤギエロニア・ビャウィストク | 9                | エクストラクラサ | 31               | 9                | -                | -                | 5                | 0                | 36               | 9                |
| 2019-20          | レギア・ワルシャワ           | 18               | エクストラクラサ | 16               | 3                | -                | -                | 2                | 0                | 18               | 3                |
| トルコ           | トルコ                       | トルコ           | トルコ           | リーグ戦         | リーグ戦         | トルコ杯         | トルコ杯         | オープン杯       | オープン杯       | 期間通算         | 期間通算         |
| 2020-21          | エルズルムスポル             | 11               | スュペル・リグ   | 31               | 4                | 1                | 0                | -                | -                | 32               | 4                |
| 2021-22          | エルズルムスポル             | 11               | TFF1.リグ        | 29               | 8                | 2                | 1                | -                | -                | 31               | 9                |
| 2022-23          | サムスンスポル               | 11               | TFF1.リグ        | 7                | 0                | 1                | 0                | -                | -                | 8                | 0                |
| イスラエル       | イスラエル                   | イスラエル       | イスラエル       | リーグ戦         | リーグ戦         | リーグ杯         | リーグ杯         | オープン杯       | オープン杯       | 期間通算         | 期間通算         |
| 2022-23          | ハポエル・ハイファ           | 11               | プレミアリーグ   | 6                | 0                | -                | -                | -                | -                | 6                | 0                |
| リトアニア       | リトアニア                   | リトアニア       | リトアニア       | リーグ戦         | リーグ戦         | リーグ杯         | リーグ杯         | オープン杯       | オープン杯       | 期間通算         | 期間通算         |
| 2023             | ジャルギリス                 | 18               | Aリーガ          |                  |                  | -                | -                |                  |                  |                  |                  |
| 通算             | リトアニア                   | リトアニア       | Aリーガ          | 12               | 0                | -                | -                |                  |                  | 12               | 0                |
| 通算             | リトアニア                   | リトアニア       | Iリーガ          | 18               | 0                | -                | -                |                  |                  | 18               | 0                |
| 通算             | スコットランド               | スコットランド   | S・プレミア      | 66               | 5                | 7                | 1                | 1                | 0                | 74               | 6                |
| 通算             | ドイツ                       | ドイツ           | ブンデス2部      | 61               | 5                | -                | -                | 4                | 0                | 65               | 5                |
| 通算             | ポーランド                   | ポーランド       | エクストラクラサ | 96               | 24               | -                | -                | 8                | 1                | 104              | 25               |
| 通算             | トルコ                       | トルコ           | スュペル・リグ   | 31               | 4                | 1                | 0                | -                | -                | 32               | 4                |
| 通算             | トルコ                       | トルコ           | TFF1.リグ        | 36               | 8                | 3                | 1                | -                | -                | 39               | 9                |
| 通算             | イスラエル                   | イスラエル       | プレミアリーグ   | 6                | 0                | -                | -                | 0                | 0                | 6                | 0                |
| 総通算           | 総通算                       | 総通算           | 総通算           | 326              | 46               | 11               | 2                | 13               | 1                | 350              | 49               |

### 代表
| リトアニア代表 | 国際Aマッチ | 国際Aマッチ |
| 年             | 出場        | 得点        |
| -------------- | ----------- | ----------- |
| 2010           | 2           | 0           |
| 2011           | 4           | 0           |
| 2012           | 4           | 0           |
| 2013           | 4           | 0           |
| 2014           | 9           | 2           |
| 2015           | 4           | 1           |
| 2016           | 7           | 1           |
| 2017           | 7           | 1           |
| 2018           | 10          | 0           |
| 2019           | 7           | 3           |
| 2020           | 6           | 4           |
| 2021           | 13          | 0           |
| 2022           | 8           | 0           |
| 2023           | 2           | 0           |
| 通算           | 87          | 12          |

#### ゴール
| #   | 年月日         | 開催地                                                                | 対戦国           | 勝敗 | 試合概要                                         |
| --- | -------------- | --------------------------------------------------------------------- | ---------------- | ---- | ------------------------------------------------ |
| 1.  | 2014年5月29日  | ヴェンツピルス・オリンピック・スタジアム（ ラトビア・ヴェンツピルス） | フィンランド     | ○1-0 | バルティックカップ 2014                          |
| 2.  | 2014年9月8日   | サンマリノ・スタジアム（ サンマリノ・セラヴァッレ）                   | サンマリノ       | ○2-0 | UEFA EURO 2016予選・グループE                    |
| 3.  | 2015年10月9日  | スタディオン・ストジツェ（ スロベニア・リュブリャナ）                 | スロベニア       | △1-1 | UEFA EURO 2016予選・グループE                    |
| 4.  | 2016年10月11日 | LFFスタディオナス（ リトアニア・ヴィリニュス）                        | マルタ           | ○2-0 | 2018 FIFAワールドカップ・ヨーロッパ予選グループF |
| 5.  | 2017年6月10日  | LFFスタディオナス（ リトアニア・ヴィリニュス）                        | スロバキア       | ●1-2 | 2018 FIFAワールドカップ・ヨーロッパ予選グループF |
| 6.  | 2019年6月7日   | LFFスタディオナス（ リトアニア・ヴィリニュス）                        | ルクセンブルク   | △1-1 | UEFA EURO 2020予選・グループB                    |
| 7.  | 2019年6月10日  | スタディオン・ツルヴェナ・ズヴェズダ（ セルビア・ベオグラード）       | セルビア         | ●1-4 | UEFA EURO 2020予選・グループB                    |
| 8.  | 2019年11月17日 | LFFスタディオナス                                                     | ニュージーランド | ○1-0 | 親善試合                                         |
| 9.  | 2020年10月7日  | ア・ル・コック・アレーナ（ エストニア・タリン）                       | エストニア       | ○3-1 | 親善試合                                         |
| 10. | 2020年10月7日  | ア・ル・コック・アレーナ（ エストニア・タリン）                       | エストニア       | ○3-1 | 親善試合                                         |
| 11. | 2020年10月11日 | LFFスタディオナス                                                     | ベラルーシ       | △2-2 | UEFAネーションズリーグ2020-21・リーグC           |
| 12. | 2020年11月18日 | アルマトイ・オルタリク・スタディオン（ カザフスタン・アルマトイ）     | カザフスタン     | ○2-1 | UEFAネーションズリーグ2020-21・リーグC           |